# Zapotok, Kanal
Zapotok este o localitate din comuna Kanal ob Soči, Slovenia, cu o populație de 9 locuitori.